# Moritzkirche (Zwickau)

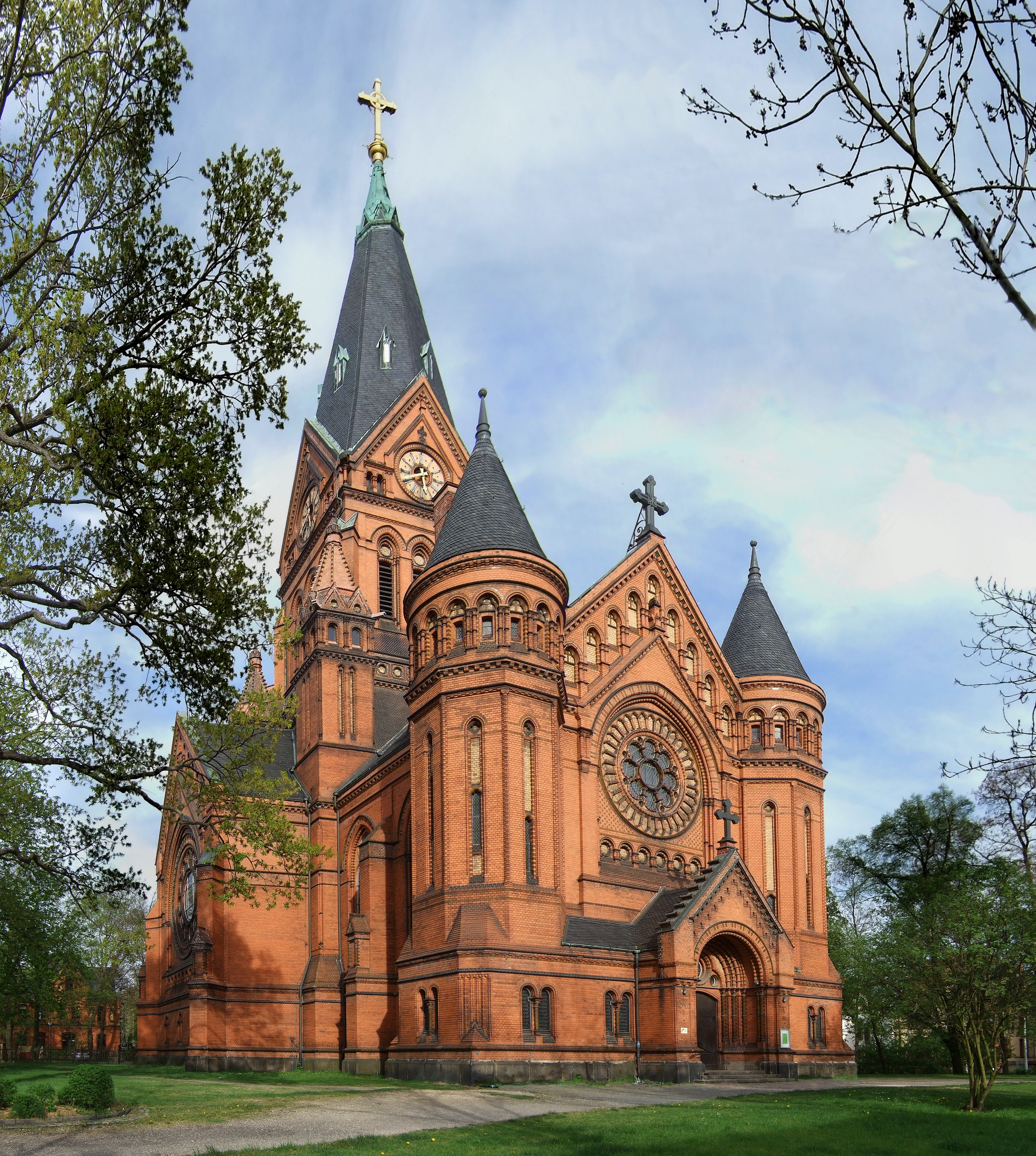
Moritzkirche

Die evangelische Moritzkirche ist ein neugotischer Zentralbau in Zwickau im gleichnamigen Landkreis in Sachsen. Er wurde in den 1890er Jahren anstelle eines romanischen Vorgängerbaus aus dem 12. Jahrhundert errichtet. Die Kirche gehört zur Kirchengemeinde St. Moritz im Kirchspiel Zwickau-Nord im Kirchenbezirk Zwickau der Evangelisch-Lutherischen Landeskirche Sachsens, ihr Gebäude steht unter Denkmalschutz.

## Vorgeschichte
Namenspatron der Kirche ist Mauritius, der Anführer der Thebaischen Legion. Seine als solche ausgewiesenen sterblichen Überreste wurden unter Kaiser Otto I. von Regensburg nach Magdeburg gebracht. Auf dem Gebiet der späteren Moritzkirche gab es einen längeren Zwischenstopp – soweit die Überlieferung.
Das älteste Kirchengebäude Zwickaus stand an dem Platz der heutigen Moritzkirche. Das Gotteshaus wurde mehrfach zerstört und wieder aufgebaut. Da sie ursprünglich eine Marienkirche war, führte dies historisch zu Verwechslungen mit der Marienkirche („Dom“) in der Innenstadt. Insbesondere bei der urkundlichen Ersterwähnung der Stadt Zwickau als Marienkirche im Jahr 1118 handelt es sich nicht um das größere, zentralere Gebäude, sondern um einen Vorgängerbau der Moritzkirche.

## Geschichte und Architektur
Der aufwändige historistische Zentralbau wurde in einem Stilmix aus romanischen und gotischen Bauformen in den Jahren 1891 bis 1893 nach dem preisgekrönten Entwurf der Firma Hans Abesser & Jürgen Kröger aus Berlin erbaut. Die frühere, wiederholt erneuerte Moritzkirche aus dem 12. Jahrhundert wurde nach Fertigstellung der heutigen abgetragen.
Der gesamte Bau ist aus Backsteinmauerwerk mit reicher, die Flächen überziehender Ornamentik aus unglasierten roten sowie blau- und braunglasierten Ziegeln im Wechsel erbaut. Der mit roten Klinkern verblendete Bau ist über einem griechischen Kreuz mit Fünfachtelschluss und Kapellenkranz errichtet. Die westliche Giebelwand, in dem sich ein Gewändeportal in den Formen der Romanik öffnet, wird von zwei achteckigen Türmen mit Kegeldächern flankiert. Der mächtige Vierungsturm trägt ein Pyramidendach und quadratische Ecktürme. Gleichzeitig mit der Kirche wurden symmetrisch zu ihr zwei neugotische Pfarrhäuser erbaut.
Der große lichte Zentralraum hat Emporen im Querhaus, die Orgelempore ruht auf gedrungenen Säulen mit korinthisierenden Kapitellen. Die Chorwand ist mit in Backstein vorgeblendeten Arkaden geschmückt; in den Chorfenstern sind Christus und die Evangelisten dargestellt. Im Nord-, Süd- und Westgiebel sind große Fensterrosen mit Darstellungen der Taufe Jesu, des Abendmahls und eines Engels eingelassen; die Glasmalereien stammen von Bruno Urban. Das Wappen mit dem Schwan im Rundfenster mit dem Heiligen spielt auf dessen Funktion als Schutzpatron der Stadt an.

## Ausstattung
Die Ausstattung ist einheitlich im neugotischen Stil gestaltet und besteht aus Altar, Kanzel und Taufe in Eichenholz. Der Altar zeigt mit Architekturaufbau in Dreipassnischen in Vollfigur Christus als Guter Hirte, in Halbfigur Petrus und Paulus, als Bekrönung das Kruzifix. Die Kanzel ist mit figürlichen und ornamentalen Schnitzereien gestaltet, die den lehrenden Christus, Moses mit den Gesetzestafeln und Elias mit dem Raben darstellen. Die Taufe mit Aufsatz und Becken ist in Goldbronze mit Ziselierung gestaltet. Im Langhaus sind Sandsteinfiguren von Luther, Petrus, Philippus, Jakobus dem Älteren und Jakobus dem Jüngeren, Thomas und Paulus aufgestellt.
Die Orgel ist ein Werk von Jehmlich aus dem Jahr 1962 mit 43 Registern auf drei Manualen und Pedal.